# Orgullo loco

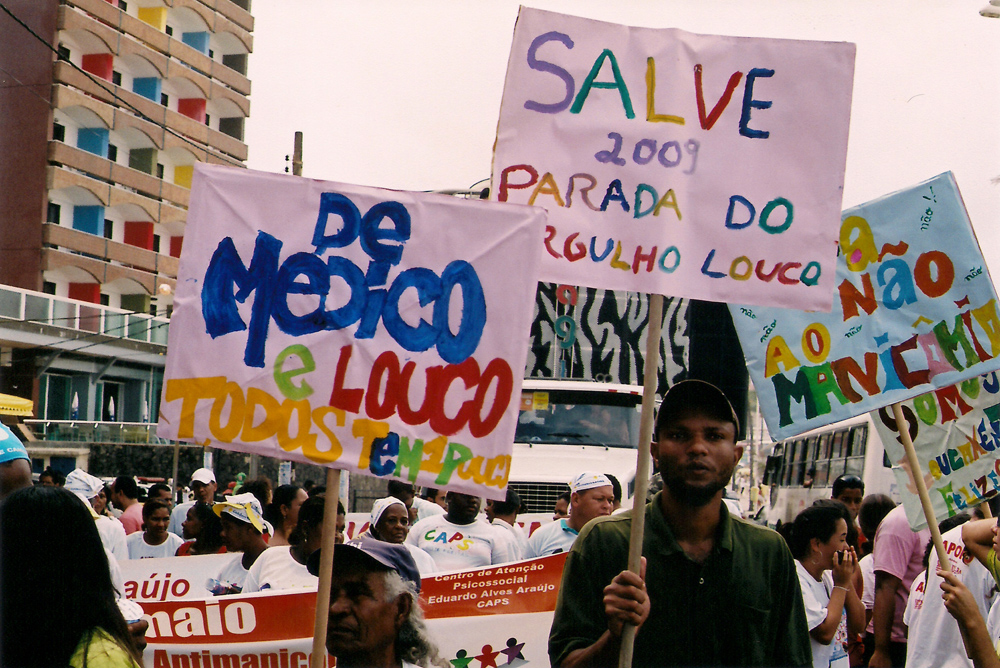
Marcha del Orgullo loco en Salvador (Brasil) en 2009.

El Orgullo loco (en inglés: Mad Pride) es un movimiento formado por usuarios, exusuarios y supervivientes de los servicios de salud mental y aliados, que luchando contra estigmas, prejuicios y estereotipos, reivindica la inclusión social y la igualdad de derechos para las personas psiquiatrizadas a través de una nueva, diferente y positiva identidad «loca».
El primer acto reivindicativo organizado por parte de personas autoidentificadas como usuarias, ex-usuarias y supervivientes de la psiquiatría y conocido con este nombre, tuvo lugar el 18 de septiembre de 1993 en la ciudad canadiense de Toronto como el "Día del Orgullo del Superviviente Psiquiátrico" (Psychiatric Survivor Pride Day). La protesta fue motivada por la discriminación hacia las personas con historial psiquiátrico que vivían en residencias institucionales en el área de Parkdale en la ciudad canadiense de Toronto, y, con excepción de 1996, cada año se ha celebrado un acto reivindicativo en dicha ciudad. Por la misma época surgió un movimiento similar en el Reino Unido. Para finales de los noventa, aparecieron movimientos similares bajo el nombre «Orgullo Loco» en distintos países del mundo, como Australia, Irlanda, Portugal, Brasil, Madagascar, Sudáfrica y Estados Unidos. Estas concentraciones y manifestaciones atraen a miles de participantes, según MindFreedom International, una organización internacional formada por grupos locales pro-derechos de las personas con trastornos mentales en 14 países que promueve, registra y difunde las acciones del movimiento.
El activismo del Orgullo Loco busca reapropiarse de términos y expresiones sensacionalistas habituales en la prensa y el lenguaje coloquial que tienen connotaciones negativas, tales como «loco», «pirado» y «enfermo mental», buscando eliminar las connotaciones negativas e irreales que rodean al colectivo. A través de campañas en redes digitales, medios de comunicación, actos en la calle e intervenciones en otros espacios, se exponen para el debate público los problemas y temas que afectan al colectivo: las causas de los trastornos mentales y las discapacidades psicosociales, la violencia sufrida en el sistema de atención, la alta tasa de suicidios, la denuncia de violencias psiquiátricas en la atención sanitaria, los abusos y menosprecio en los servicios sociales y organizaciones familiares o la reivindicación de reformas legales para la igualdad de derechos.

## Historia
El primer evento conocido, organizado específicamente como evento del Orgullo por personas que se identificaron como sobrevivientes, consumidores o expacientes de prácticas psiquiátricas, se llevó a cabo el 18 de septiembre de 1993, cuando se denominó "Día del Orgullo del Sobreviviente Psiquiátrico".

### Fundadores
Los activistas fundadores del Orgullo loco en el Reino Unido fueron Simon Barnet, Pete Shaughnessy , Robert Dellar, ya fallecidos.

### Libros y artículos
Orgullo loco: una celebración de la cultura loca registra el primer movimiento Orgullo loco. Por nuestra cuenta: alternativas controladas por el paciente al sistema de salud mental, publicado en 1978 por Judi Chamberlin, es un texto fundamental en el movimiento Orgullo loco, aunque se publicó antes de que se lanzara el movimiento.
Orgullo loco se lanzó poco antes de un libro del mismo nombre, Orgullo loco: Una celebración de la cultura loca, publicado en 2000. El 11 de mayo de 2008, Gabrielle Glaser documentó Mad Pride en The New York Times. Glaser declaró: "Así como los activistas por los derechos de los homosexuales reclamaron la palabra queer como una insignia de honor en lugar de un insulto, estos defensores se enorgullecen de llamarse locos; dicen que sus condiciones no les impiden tener vidas productivas".

## Orgullo loco por país

### Chequia
El primer Mad Pride de Praga se realiza en 2023, proclamando la cultura, defensa, historia y diversión de los seres locos, sobrevivientes de la psiquiatría y personas diagnosticadas.

### España
El 10-10-10, 10 de octubre de 2010, tuvo lugar en Oviedo la primera acción del Orgullo Loco en España, titulada "El Escandalazo". Fue promovida por Hierbabuena, asociación asturiana en primera persona que, al año siguiente, junto con las asociaciones Uilenspiegel de Bruselas e Il Capellaio Matto de Milán, organizó el primer EMPP (European Mad Pride Project), con el lema "Por el derecho a la dignidad". Una de las personas promotoras y organizadoras del evento y referente en España del movimiento de supervivientes de la psiquiatría y el Orgullo Loco fue Patricia Rey Artime.
El 20 de mayo de 2018 se celebró el primer Día del Orgullo Loco (Orgull Boig en Cataluña) en distintas ciudades del estado con numerosos medios de comunicación haciéndose eco del evento a nivel nacional y local en Asturias, Euskadi, Canarias, Andalucía, Castilla-La Mancha, León, Albacete. El lema elegido para esta primera edición fue "La locura lo cura".
Los actos tuvieron continuidad en 2019, ampliando las celebraciones a lugares donde no se había celebrado antes. La fecha cambiada al 1 de junio. El lema elegido este año fue "Derecho a ser libre, derecho a ser yo".
En 2021 se celebra el 29 de mayo después de un 2020 limitado a manifestaciones en redes digitales debido a la pandemia de COVID-19.
En enero de 2021, Orgullo Loco Madrid se hace eco de las protestas de un grupo de menores psiquiatrizados de Ciudad Real. Este grupo denunciaba a través de Twitter haber sufrido "trato inhumano y degradante" durante sus ingresos en la sección de psiquiatría infantil y juvenil del Hospital General Universitario de Ciudad Real. La denuncia llega a algunos medios donde se habla del maltrato institucional y se encuadra también dentro del escenario post-pandemia de la salud mental en menores. Posteriormente, a partir de los testimonios de Ciudad Real y de otros muchos motivados por la visibilización de aquel, Orgullo Loco Madrid crea una web donde recoge las denuncias.
En 2024 la configuración del acto cambia decidiendo realizar un solo evento estatal oficial en Bilbao bajo el nombre de "Día del Orgullo Loko Radikal Estatal". aunque también haya convocatorias locales. Se decide también que sea en una localización fuera de la capitalidad de Madrid en orden a la filosofía de descentralización, consideración a las identidades culturales y nacionales como elementos relevantes en cómo se generan y gestionan los sufrimientos psíquicos y, sobre todo, dar un nuevo impulso y ampliación al movimiento Orgullo Loco que ya está amenazado de institucionalizarse desde asociaciones de familiares o religiosas, vaciándose de contenido y protesta.

Los colectivos de activismo loco y GAMs en el territorio estatal proliferan y siguen programando Días del Orgullo Loco.

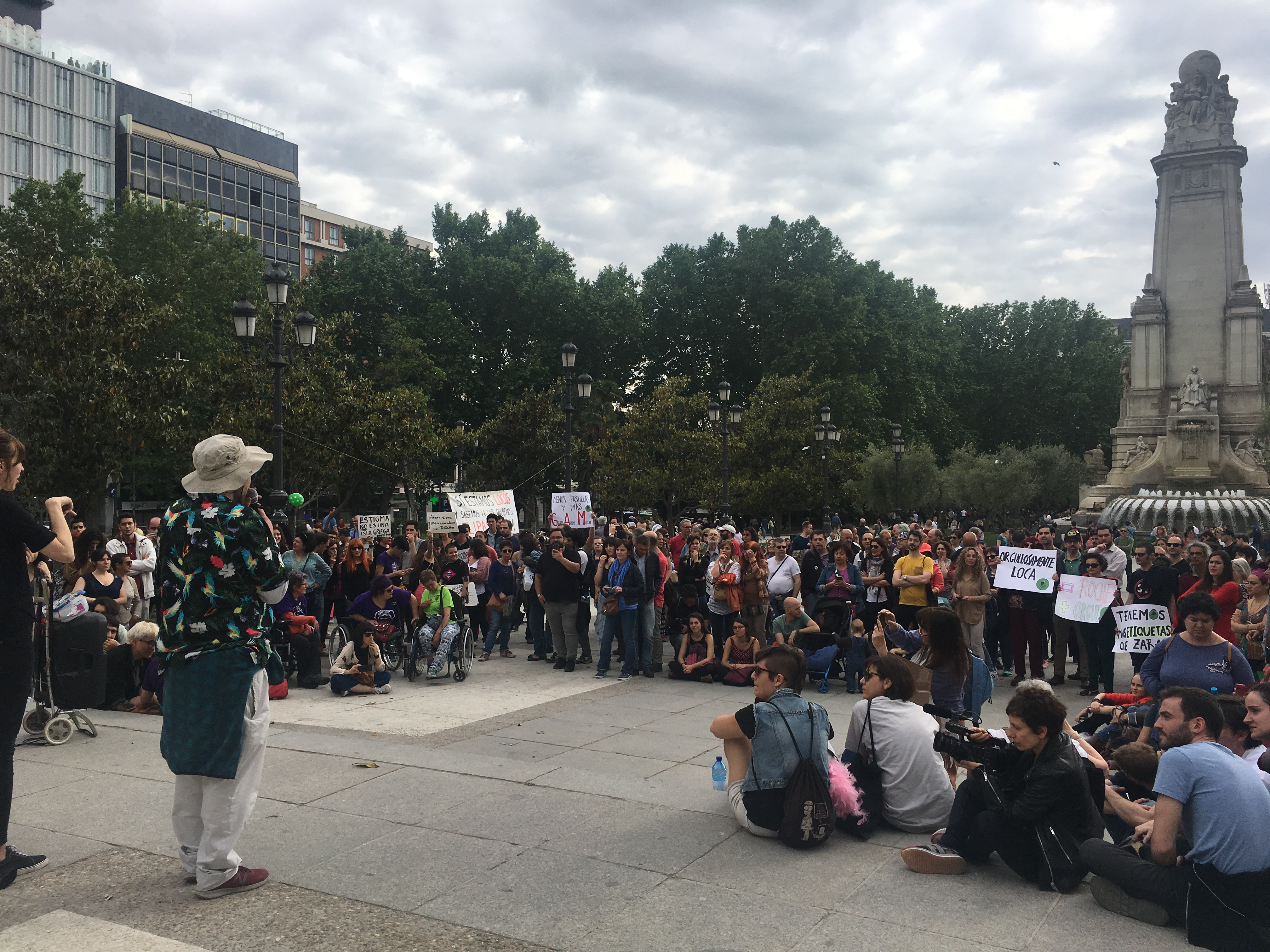
Concentración del Día del Orgullo Loco en Madrid en 2018
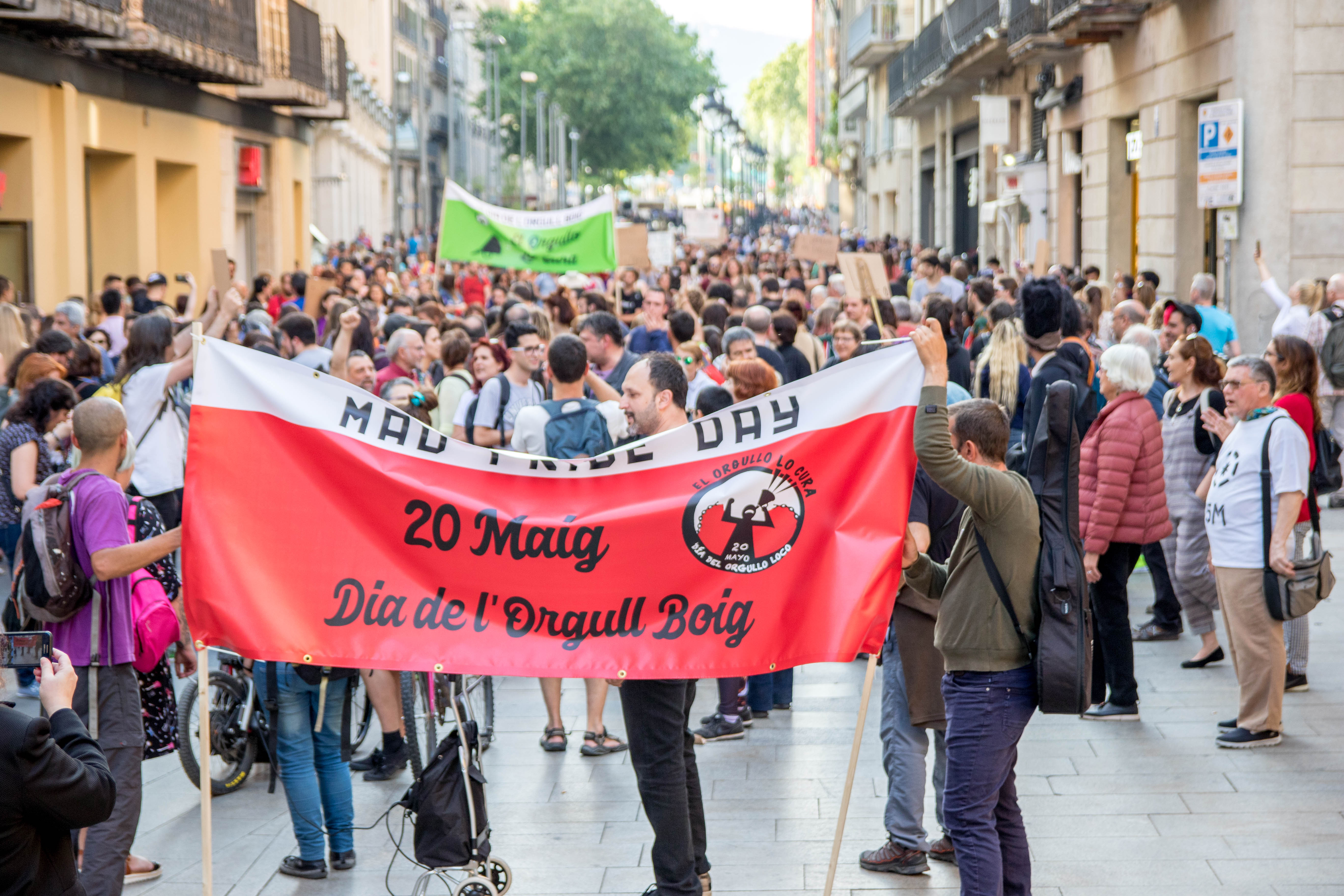
Pancarta de salida de la manifestación del Dia del Orgullo Loco 2018, Barcelona
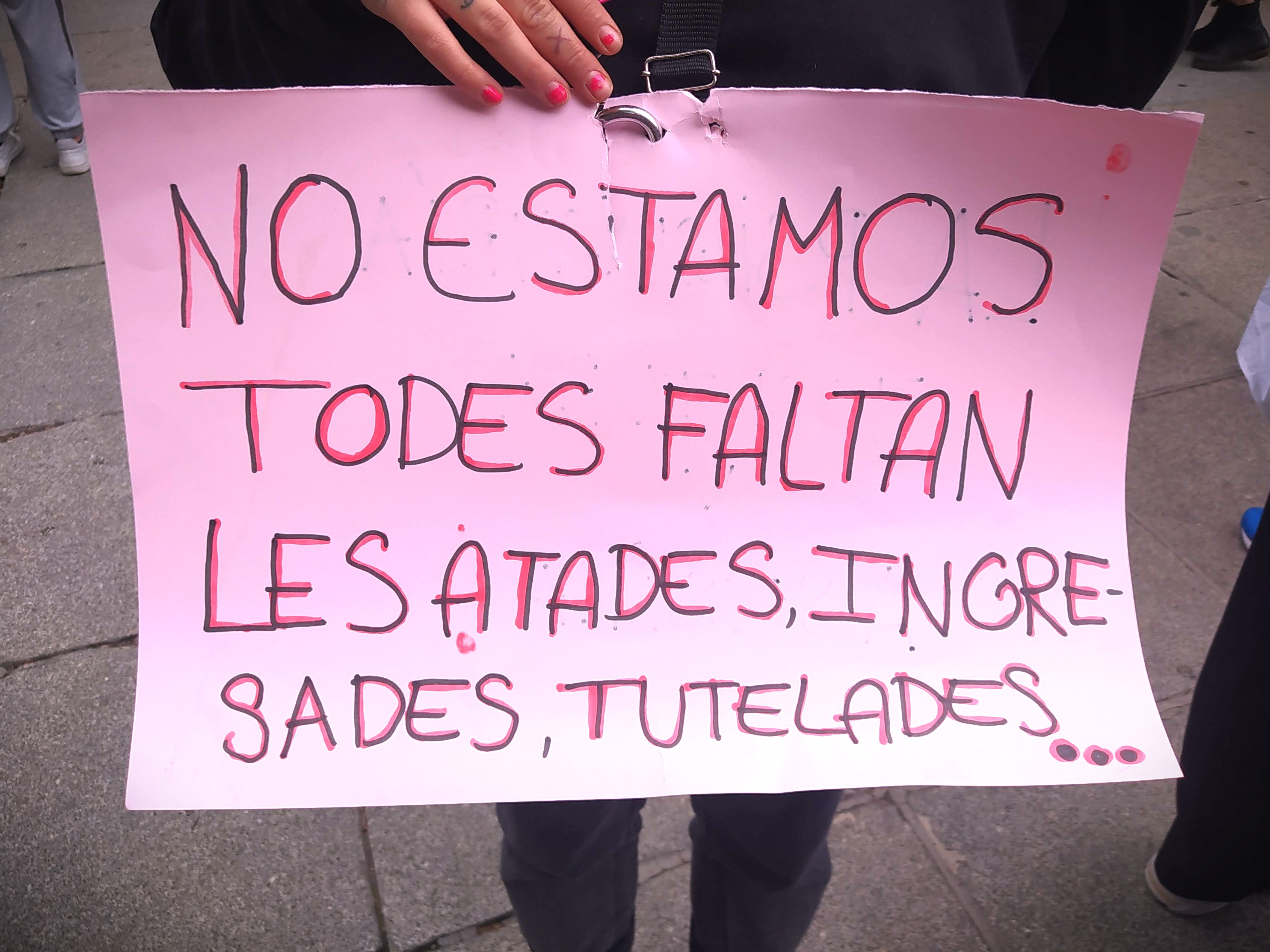
Pancarta vista en la manifestación del Orgullo Loco Madrid de 2023.

- Serie de cánticos grabados en la manifestación del Orgullo Loco Madrid de 2023: "No es enfermedad, es violencia estructural."
- "No era depresión, era capitalismo."
- "Ni atadas ni drogadas, locas liberadas."
- "Vamos a quemar la planta de salud mental, vamos a quemar el DSM por violento y patriarcal."

### Francia
En 2016, más de 200 personas marcharon en el desfile Mad Pride en París, llamando contra la discriminación de las personas con problemas de salud mental.

### Italia
En junio de 2012 y años posteriores, se lleva a cabo la manifestación del Torino Mad Pride (en Turín) por la reivindicación de los derechos de las personas con sufrimiento mental.

### México
El 27 de julio de 2019 se llevó a cabo en la Ciudad de México, una marcha para celebrar el Día del Orgullo Loco, en el marco de la demolición del Manicomio General "La Castañeda". En su 1° edición, convocó SinColectivo, agrupación mexicana de personas expertas por experiencia en salud mental, quienes trabajan temas para eliminar el estigma hacia la locura, la salud mental y la neurodivergencia. El lema fue: "De viva voz por la locura y contra el estigma".

### Nueva Zelanda
El Mad Pride también despega en 2017 en Nueva Zelanda, donde un grupo de maorís están retomando el control de sus diagnósticos de salud mental. Al igual que otros movimientos del Orgullo en todo el mundo, Mad Pride NZ toma etiquetas como locura y enfermedad que se han utilizado para estigmatizarlos y descartarlos, y los reclama como identidades positivas.

### Reino Unido
Algunos de los fundadores del movimiento fueron Pete Shaughnessy (fallecido), Mark Roberts, Robert Dellar (fallecido en 2016) y Simon Barnet.

## Influencia académica y cultural del Orgullo Loco

### Estudios Locos
Los estudios locos surgieron del orgullo loco y el marco del sobreviviente psiquiátrico, y se enfocan en desarrollar el pensamiento académico sobre la "salud mental" por parte de académicos que se identifican a sí mismos como locos. Como se señaló en Mad Matters: a Critical Reader in Canadian Mad Studies,"Estudios locos puede definirse en términos generales como un proyecto de indagación, producción de conocimiento y acción política dedicado a la crítica y trascendencia de las formas de pensar, comportarse, relacionarse y ser centradas en lo psíquico". Los estudios locos proponen ofrecer "una discusión crítica sobre la salud mental y la locura de manera que demuestren las luchas, la opresión, la resistencia, la supresión y las perspectivas de las personas locas para desafiar la comprensión dominante de la 'enfermedad mental'"."Es un campo de activismo, teoría, praxis y erudición en crecimiento, en evolución, de múltiples voces e interdisciplinario".

### Cultura Loca
La Cultura Loca (en inglés: Mad Culture) es el movimiento cultural que surge a partir del movimiento social del Orgullo Loco. Es un movimiento cultural contemporáneo que busca desafiar el estigma asociado con la locura celebrando la creatividad y la diversidad de las personas con experiencias en primera persona en salud mental. La Cultura Loca abarca una amplia gama de prácticas artísticas. El movimiento se caracteriza por su rechazo a la industria de la salud mental y cualquier forma de discriminación, estigmatización, segregación, integración, exclusión o patologización de las personas locas. En cambio, la Cultura Loca celebra las perspectivas y experiencias únicas de las personas locas y busca amplificar sus voces en el panorama cultural.

## Orgullo loco y decolonialidad
El Orgullo Loco y la decolonialidad se cruzan en el campo de la salud mental de manera importante, ya que ambos movimientos buscan desafiar y desmantelar los sistemas de opresión y colonización que históricamente han marginado y silenciado a ciertos grupos de personas, como las locas y las racializadas. Ambos movimientos reconocen esta intersección promoviendo un enfoque politizado y equitativo.
El concepto médico de salud mental ha estado históricamente dominado por modelos de atención psiquiátrica centrados en Occidente, que se han impuesto en comunidades no occidentales de todo el mundo. Estos modelos a menudo no tienen en cuenta los contextos culturales, sociales y espirituales en la concepción de la locura y pueden no ser culturalmente apropiados o efectivos para personas de origen no occidental.
El Orgullo Loco desafía las estructuras de poder y las narrativas dominantes que han sido impuestas por el establishment médico y otras instituciones. De manera similar, la decolonialidad busca desafiar y desmantelar los modelos dominantes de atención psiquiátrica y tratamiento de salud mental que han sido impuestos por los poderes coloniales a las comunidades racializadas.

### Healing Justice
Enmarcado en lo anterior, se encuentra el Healing Justice (Justicia Sanadora), un movimiento social y político que surgió en la década de los 70 en Estados Unidos y lo popularizó en los 90 Cara Page, de las intersecciones de la justicia social y las prácticas holísticas de sanación. Busca abordar las causas fundamentales del trauma individual y colectivo, y promover la sanación y el bienestar en comunidades marginadas.
El movimiento centra las experiencias y el conocimiento de aquellos que se han visto más afectados por la opresión sistémica, incluidas las personas racializadas, las personas queer, los inmigrantes y otros. Reconoce que la sanación individual y colectiva son componentes necesarios del trabajo de justicia social, y que el trauma y la opresión no pueden abordarse de manera efectiva sin abordar las causas profundas de estos problemas.
El movimiento Healing Justice promueve una variedad de prácticas curativas, que van desde la meditación hasta la protesta social. También prioriza la atención y el apoyo comunitarios, reconociendo la importancia de construir redes de atención y resiliencia frente a la opresión sistémica.

## Orgullo loco y antipunitivismo
Hay un reconocimiento creciente entre algunos académicos críticos y activistas locos de que la psiquiatría ha funcionado históricamente como una política de mantenimiento del sistema penitenciario, de privación de libertad. Este punto de vista desafía la narrativa dominante en torno a la atención psiquiátrica como una forma benévola y necesaria de tratamiento médico para personas con enfermedades mentales y, en cambio, sugiere que se ha utilizado para justificar y perpetuar el control social y la opresión de ciertos grupos vulnerabilizados y contestatarios.
El sistema de privación de libertad se refiere a los diversos sistemas y estructuras que se han utilizado para controlar y subyugar a las personas que se consideran una amenaza para la sociedad o el statu quo. Esto incluye el complejo industrial penitenciario, el sistema de justicia juvenil y el internamiento psiquiátrico involuntario, entre otros.
Los críticos de la psiquiatría argumentan que el internamiento psiquiátrico involuntario ha funcionado históricamente como una herramienta de control social, utilizada para silenciar y subyugar a las personas que se consideran desviadas o que no se ajustan a las normas sociales. En muchos casos, las personas internadas involuntariamente en centros psiquiátricos no han cometido ningún delito, sino que se las considera una amenaza para el orden social debido a su estado de salud mental.
Además, los críticos argumentan que históricamente la psiquiatría se ha utilizado para justificar y perpetuar las desigualdades sociales, particularmente en lo que se refiere a raza, clase y género. Las personas que son pobres, racializadas o marginadas de otras maneras tienen más probabilidades de ser internadas involuntariamente y sujetas a tratamiento psiquiátrico coercitivo.
Desde este punto de vista, se defiende que la psiquiatría no es simplemente una forma neutral de tratamiento médico, sino que está profundamente entrelazada con sistemas más amplios de control social y opresión.